# Chepén (provincie)
Chepén is een provincie in de regio La Libertad in Peru. De provincie heeft een oppervlakte van 1.142 km² en telt 87.011 inwoners (2015). De hoofdplaats van de provincie is het district Chepén; dit district vormt eveneens de stad  (ciudad) Chepén.

## Bestuurlijke indeling
De provincie Chepén is verdeeld in drie districten, UBIGEO tussen haakjes:
- (130401) Chepén, hoofdplaats van de provincie en vormt eveneens de stad (ciudad) Chepén
- (130402) Pacanga
- (130403) Pueblo Nuevo

Ascope · Bolívar · Chepén · Gran Chimú · Julcán · Otuzco · Pacasmayo · Patáz · Sánchez Carrión · Santiago de Chuco · Trujillo · Virú